# Kazimierz Kosiniak-Kamysz
Kazimierz Kosiniak-Kamysz (ur. 5 marca 1943 w Siedliszowicach) – polski naukowiec, profesor zwyczajny, specjalista w zakresie agroturystyki, biologii rozrodu zwierząt i hipoterapii. Jest kierownikiem Katedry Hodowli koni na Wydziale Hodowli i Biologii Zwierząt Uniwersytetu Rolniczego w Krakowie.

## Życiorys
Urodził się w rodzinie o bogatych tradycjach rolniczych, zarówno ze strony ojca Władysława, jak i matki Marianny (z domu Daneckiej). Ma czterech braci (m.in. Andrzeja i Zenona) oraz siostrę, jest stryjem Władysława.
Do 1962 uczęszczał do Liceum Ogólnokształcącego im. Króla Kazimierza Wielkiego w Olkuszu, by następnie podjąć studia na Wydziale Weterynaryjnym Wyższej Szkoły Rolniczej  we Wrocławiu, które ukończył w 1968.
W 1968 rozpoczął pracę w Katedrze Rozrodu Zwierząt pod kierunkiem Władysława Bielańskiego. W 1975 uzyskał stopień naukowy doktora nauk przyrodniczych po przedłożeniu rozprawy pt. Zjawiska fizjologiczne związane z wydzielaniem poszczególnych frakcji nasienia przez ogiera, która była również prezentowana na I Międzynarodowym Sympozjum Rozrodu Koniowatych w Cambridge i została nagrodzona nagrodą prezesa PAN.
W pierwszych latach pracy odbył szereg staży naukowych m.in. w Brytyjskim Laboratorium Badań nad Rozrodem Zwierząt w Cambridge pod kierunkiem Tadeusza Manna, w Katedrze Anatomii i Histologii Wydziału Weterynaryjnego Uniwersytetu w Mediolanie pod kierunkiem prof. Antonio Lauria, w Instytucie Immunologii i Immunogenetyki na Wydziale Weterynaryjnym Akademii Rolniczej we Wrocławiu pod kierunkiem Henryka Balbierza.
W 1982 uzyskał stopień naukowy doktora habilitowanego nauk rolniczych z zakresu biologii rozrodu zwierząt, a w 1990 tytuł naukowy profesora. Na stanowisko profesora zwyczajnego został mianowany w 1997. W latach 1984–1987 pełnił funkcję dziekana Wydziału Zootechnicznego, a w latach 1987–1989 oraz 1989–1991 prorektora ds. nauki i współpracy z zagranicą, zaś w latach 1991–1993 oraz 1993–1999 przez dwie kadencje rektora Akademii Rolniczej w Krakowie.
W 1999 został wiceprzewodniczącym Komisji Rozwoju Rady Głównej Szkolnictwa Wyższego, a w 2002 powołany został w skład Państwowej Komisji Akredytacyjnej w I kadencji jej działalności w Polsce.
Opublikował z zakresu biologii rozrodu zwierząt, a szczególnie seminologii ponad 170 prac naukowych, wydanych w większości w języku angielskim w renomowanych czasopismach naukowych krajowych i zagranicznych oraz ponad 40 prac o charakterze upowszechnieniowym i wdrożeniowym. Wydał też we współautorstwie trzy książki naukowe: Andrologia, Kierowany rozród koni oraz Rozród koni.
Był także promotorem w trzech przewodach o nadanie tytułu doktora honoris causa Akademii Rolniczej w Krakowie. Szczególnie bogaty dorobek recenzencki pochodzi z okresu pełnienia funkcji w Radzie Głównej Nauki i Szkolnictwa Wyższego oraz w PAK. W okresie tym wykonał 37 recenzji o uruchomienie nowych szkół wyższych oraz 81 super recenzji o uruchomienie nowych kierunków studiów.
W wyborach parlamentarnych w 2001 bez powodzenia kandydował do Sejmu z listy Polskiego Stronnictwa Ludowego.
W 2002 powołany został przez Ministra Rolnictwa i Rozwoju Wsi na przewodniczącego zespołu eksperckiego celem opracowania koncepcji restrukturyzacji hodowli koni w Polsce.

## Nagrody i odznaczenia
Z tytułu szczególnej aktywności organizacyjnej otrzymał 12-krotnie nagrody Ministra Nauki, a 26-krotnie Rektora Uczelni oraz Prezesa Polskiej Akademii Nauk.
Za działalność naukową, dydaktyczną i organizacyjną został odznaczony: Krzyżem Oficerskim, Krzyżem Kawalerskim Orderu Odrodzenia Polski, Złotym Krzyżem Zasługi, Medalem Komisji Edukacji Narodowej, Złotą Odznaką za zasługi dla Uczelni, Złotą Odznaką za pracę społeczną dla miasta Krakowa, Odznaką za zasługi dla Województwa Tarnowskiego, Odznaką honorową „Za zasługi dla oświaty”, Odznaką honorową „Zasłużony dla Rolnictwa”, Medalem za zasługi dla Wydziału Zootechnicznego, Medalem za zasługi dla Wydziału Technologii Żywności, Medalem za zasługi dla Wydziału Leśnego.
W 2014 Prezydent Krakowa nadał mu odznakę „Honoris Gratia”.
W związku z szeroko rozwijaną współpracą naukową w 2005 otrzymał tytuł Honorowego Profesora Uniwersytetu Warmińsko-Mazurskiego w Olsztynie a w 2006 został wyróżniony odznaczeniem Zasłużony dla Akademii Rolniczej we Wrocławiu. W kwietniu 2008 otrzymał Order za Zasługi dla Rozwoju Oświaty na Ukrainie nadany przez premiera Ukrainy – Julię Tymoszenko.
6 czerwca 2008 w Auli Lwowskiego Narodowego Uniwersytetu Medycyny Weterynaryjnej i Biotechnologii we Lwowie – został uhonorowany tytułem Doktora Honoris Causa.